# Crypturellus parvirostris
Crypturellus parvirostris е вид птица от семейство Тинамуви (Tinamidae).

## Разпространение
Видът е разпространен в Аржентина, Боливия, Бразилия, Парагвай и Перу.